# Municipio de Concord (condado de Woodbury)
El municipio de Concord (en inglés: Concord Township) es un municipio ubicado en el condado de Woodbury en el estado estadounidense de Iowa. En el año 2010 tenía una población de 1159 habitantes y una densidad poblacional de 12,52 personas por km².

## Geografía
El municipio de Concord se encuentra ubicado en las coordenadas 42°31′6″N 96°16′31″O / 42.51833, -96.27528. Según la Oficina del Censo de los Estados Unidos, el municipio tiene una superficie total de 92.58 km², de la cual 92,35 km² corresponden a tierra firme y (0,24 %) 0,23 km² es agua.

## Demografía
Según el censo de 2010, había 1159 personas residiendo en el municipio de Concord. La densidad de población era de 12,52 hab./km². De los 1159 habitantes, el municipio de Concord estaba compuesto por el 95,69 % blancos, el 0,26 % eran afroamericanos, el 0,6 % eran amerindios, el 1,04 % eran asiáticos, el 1,21 % eran de otras razas y el 1,21 % eran de una mezcla de razas. Del total de la población el 2,07 % eran hispanos o latinos de cualquier raza.